# Немченко, Евгений Константинович
Евге́ний Константи́нович Не́мченко (3 июня 1906, Алчевское — 9 марта 1970, Ленинград) — советский и российский актёр театра и кино, кинорежиссёр.

## Биография
Евгений Константинович Немченко родился 3 июня 1906 года в Алчевске Екатеринославской губернии. С 1922 года работал на шахтах Криворожского железорудного бассейна. С 1931 года — актёр Ленинградского Красного театра. В 1935 году окончил актёрский факультет Ленинградского театрального института. В 1938 году окончил школу киноактёра при киностудии «Ленфильм». Был актёром, ассистентом режиссёра и режиссёром киностудии «Ленфильм».
Похоронен на Серафимовском кладбище
Отец актрисы Елены Евгеньевны Немченко.

## Фильмография

### Актёрские работы
- 1937 — 1939 — Великий гражданин — Дронов
- 1938 — На границе — Усвах
- 1939 — Случай на полустанке — Жихарев
- 1941 — Боевой киносборник № 2 — солдат (новелла «Встреча») / Янко (новелла «Сто за одного») / милиционер (новелла «У старой няни»)
- 1942 — Боевой киносборник № 12 (новелла «Сын бойца») — Кротов, лейтенант
- 1942 — Песнь о великане — командир
- 1942 — Оборона Царицына — эпизод
- 1942 — Секретарь райкома — Седов
- 1943 — Она защищает Родину — партизан
- 1944 — Небо Москвы — старший лейтенант Соловьёв
- 1959 — Горячая душа

### Режиссёрские работы
- 1959 — Горячая душа
- 1968 — Гроза над Белой (совместно со Станиславом Чаплиным)